# جاك والش (لاعب كريكت)
جاك والش (4 ديسمبر 1912 في أستراليا - 20 مايو 1980 في أستراليا) (بالإنجليزية: Jack Walsh)‏ هو لاعب كريكت أسترالي.

## وصلات خارجية
- جاك والش على موقع إي آس بي آن كريك إنفو (الإنجليزية)